# Línea 723 (Interurbanos Madrid)
La línea 723 de la red de autobuses interurbanos de Madrid une Colmenar Viejo con la estación de Cercanías de Tres Cantos.

## Características
Esta línea une la ronda suroeste de Colmenar Viejo con la Estación de Tres Cantos, con un recorrido que dura aproximadamente 50 minutos. Además da servicio al casco antiguo de Colmenar Viejo y la zona de polígonos industriales al noreste de Tres Cantos.
Curiosamente, y al contrario de la inmensa mayoría de líneas interurbanas del CRTM, su recorrido parte desde la corona tarifaria B3 y termina en la corona tarifaria B2 , cuando lo habitual es que el final de la línea se encuentre más alejado que el inicio.
Del 1 de septiembre al 31 de julio, los días lectivos existe una expedición de vuelta a Colmenar Viejo (con salida de la estación de Tres Cantos a las 7:15) que prolonga su recorrido al IES Ángel Corella situado en el polígono industrial sureste de Colmenar Viejo.
La línea no circula los domingos y festivos, sí haciéndolo los sábados laborables con una expedición cada hora.
Mediante un acuerdo entre el ayuntamiento de Colmenar Viejo e Interbus (la empresa concesionaria) durante la celebración de las fiestas patronales de Tres Cantos se presta un servicio extraordinario nocturno. Con el objetivo de facilitar los desplazamientos entre estos dos municipios cercanos durante la noche y evitar los viajes en coche tras el consumo de alcohol se ofrece este servicio especial bajo el lema "¿De fiestas? Voy seguro". El servicio comienza en torno a la media noche y finaliza en torno a las 6 de la mañana, dependiendo del año y el programa de fiestas, ofreciendo un servicio cada hora en ambos sentidos. El recorrido que se realiza no es el completo de la línea habitual, si no que finaliza en la Plaza de la Chimenea donde se encuentra el recinto ferial de Tres Cantos. Debido a que este servicio extraordinario se realiza fuera de la autorización del CRTM y es un acuerdo entre la empresa concesionaria y el ayuntamiento, no se permite el uso de ningún tipo de abono, pagando el billete en efectivo por un valor de 2€. Además, estos servicios se prestan con autobuses articulados, cuando de normal en esta línea no se utilizan, debido al alto volumen de viajeros esperado.
Siguiendo la numeración de líneas del CRTM, las líneas que circulan por el corredor 7 son aquellas que dan servicio a los municipios situados en torno a la M-607 y comienzan con un 7. Aquellas numeradas dentro de la decena 720 corresponden a aquellas que circulan por Colmenar Viejo.
La línea no mantiene los mismos horarios todo el año, durante el mes de agosto se reducen el número de expediciones los días laborables entre semana (los sábados laborables tienen los mismos horarios todo el año), además de los días excepcionales vísperas de festivo y festivos de Navidad en los que los horarios también cambian y se reducen.
Esta línea es operada por la empresa Herederos de J. Colmenarejo a través de Interbus mediante la concesión administrativa VCM-702 - Madrid - Colmenar Viejo - El Boalo - Bustarviejo (Viajeros Comunidad de Madrid) del Consorcio Regional de Transportes de Madrid.
1. ↑  «‘¿De fiestas? Voy seguro’: Colmenar Viejo ofrece un servicio especial de autobuses para las fiestas de Tres Cantos». colmenarviejo.com. 22 de junio de 2023. Consultado el 25 de septiembre de 2023.

### Sublíneas
Aquí se recogen todas las distintas sublíneas que ha tenido la línea 723. La denominación de sublíneas que utiliza el CRTM es la siguiente:
- Número de línea (723)
- Sentido de circulación (1 ida, 2 vuelta)
- Número de sublínea

Por ejemplo, la sublínea 723202 corresponde a la línea 723, sentido 2 (vuelta) y el número 02 de numeración de sublíneas creadas hasta la fecha.
| Ida    | Ruta                         | Itinerario                   | Vuelta | Ruta | Itinerario                             |
| 723101 | -                            | Colmenar Viejo - Tres Cantos | 723201 | -    | Tres Cantos - Colmenar Viejo           |
| 723102 | No existe la ruta "i" de ida | No existe la ruta "i" de ida | 723202 | i    | Tres Cantos - Colmenar Viejo instituto |

## Horarios

### 1 septiembre - 31 julio
| Lunes a viernes laborables | Lunes a viernes laborables | Sábados laborables       | Sábados laborables       |
| Colmenar V > Tres Cantos   | Tres Cantos > Colmenar V   | Colmenar V > Tres Cantos | Tres Cantos > Colmenar V |
| 06:00                      | 06:45                      | 07:00                    | 08:00                    |
| 06:25                      | 07:15                      | 08:00                    | 09:00                    |
| 06:50                      | 07:15                      | 09:00                    | 10:00                    |
| 07:10                      | 07:40                      | 10:00                    | 11:00                    |
| 07:30                      | 08:00                      | 11:00                    | 12:00                    |
| 07:50                      | 08:20                      | 12:00                    | 13:00                    |
| 08:15                      | 08:40                      | 13:00                    | 14:00                    |
| 08:30                      | 09:00                      | 14:00                    | 15:00                    |
| 08:50                      | 09:20                      | 15:00                    | 16:00                    |
| 09:10                      | 09:40                      | 16:00                    | 17:00                    |
| 09:40                      | 10:00                      | 17:00                    | 18:00                    |
| 10:15                      | 10:30                      | 18:00                    | 19:00                    |
| 10:50                      | 11:05                      | 19:00                    | 20:00                    |
| 11:20                      | 11:40                      | 20:00                    | 21:00                    |
| 11:55                      | 12:10                      | 21:00                    | 22:00                    |
| 12:30                      | 12:45                      | 22:00                    | 23:00                    |
| 13:00                      | 13:20                      |                          |                          |
| 13:35                      | 13:50                      |                          |                          |
| 14:10                      | 14:10                      |                          |                          |
| 14:40                      | 14:30                      |                          |                          |
| 15:00                      | 15:00                      |                          |                          |
| 15:20                      | 15:30                      |                          |                          |
| 15:50                      | 15:50                      |                          |                          |
| 16:20                      | 16:10                      |                          |                          |
| 16:40                      | 16:40                      |                          |                          |
| 17:00                      | 17:10                      |                          |                          |
| 17:30                      | 17:30                      |                          |                          |
| 18:00                      | 17:50                      |                          |                          |
| 18:20                      | 18:20                      |                          |                          |
| 18:40                      | 18:50                      |                          |                          |
| 19:10                      | 19:10                      |                          |                          |
| 19:40                      | 19:30                      |                          |                          |
| 20:00                      | 20:00                      |                          |                          |
| 20:20                      | 20:30                      |                          |                          |
| 20:50                      | 20:50                      |                          |                          |
| 21:20                      | 21:10                      |                          |                          |
| 22:20                      | 21:40                      |                          |                          |
|                            | 22:10                      |                          |                          |
| 23:10                      |                            |                          |                          |

1. ↑  No lectivos
2. ↑  Hasta el I.E.S. Ángel Corella
3. ↑  Lectivos

### 1 - 31 agosto
| Lunes a viernes laborables | Lunes a viernes laborables | Sábados laborables       | Sábados laborables       |
| Colmenar V > Tres Cantos   | Tres Cantos > Colmenar V   | Colmenar V > Tres Cantos | Tres Cantos > Colmenar V |
| 06:00                      | 06:45                      | 07:00                    | 08:00                    |
| 06:50                      | 07:40                      | 08:00                    | 09:00                    |
| 07:30                      | 08:20                      | 09:00                    | 10:00                    |
| 07:50                      | 08:40                      | 10:00                    | 11:00                    |
| 08:30                      | 09:20                      | 11:00                    | 12:00                    |
| 09:10                      | 10:00                      | 12:00                    | 13:00                    |
| 09:40                      | 10:30                      | 13:00                    | 14:00                    |
| 10:15                      | 11:05                      | 14:00                    | 15:00                    |
| 10:50                      | 11:40                      | 15:00                    | 16:00                    |
| 11:20                      | 12:10                      | 16:00                    | 17:00                    |
| 11:55                      | 12:45                      | 17:00                    | 18:00                    |
| 12:30                      | 13:20                      | 18:00                    | 19:00                    |
| 13:00                      | 13:50                      | 19:00                    | 20:00                    |
| 13:35                      | 14:30                      | 20:00                    | 21:00                    |
| 14:10                      | 15:00                      | 21:00                    | 22:00                    |
| 14:40                      | 15:30                      | 22:00                    | 23:00                    |
| 15:20                      | 16:10                      |                          |                          |
| 15:50                      | 16:40                      |                          |                          |
| 16:20                      | 17:10                      |                          |                          |
| 17:00                      | 17:50                      |                          |                          |
| 17:30                      | 18:20                      |                          |                          |
| 18:00                      | 18:50                      |                          |                          |
| 18:40                      | 19:30                      |                          |                          |
| 19:10                      | 20:00                      |                          |                          |
| 19:40                      | 20:30                      |                          |                          |
| 20:20                      | 21:10                      |                          |                          |
| 20:50                      | 21:40                      |                          |                          |
| 21:20                      | 22:10                      |                          |                          |
| 22:20                      | 23:10                      |                          |                          |

## Recorrido y paradas

### Sentido Tres Cantos FF.CC.
La línea comienza su recorrido en la Ronda de Circunvalación junto a la Ermita de Santa Ana. Circula hacia el casco antiguo de Colmenar Viejo por el sur por el Paseo de la Magdalena. Se adentra en el centro del pueblo a través del Paseo del Redondillo, la Avenida de los Poetas y la Calle del Molino de Viento. Continúa por la Calle del Corazón de María y tras atravesar la Rotonda de los Músicos circula por el Camino del Pozo Escalo.
Desde aquí gira hacia el sur por la Calle de la Corredera, Calle de San Sebastián y la Avenida de la Libertad. Abandona Colmenar Viejo tras pasar por el polígono industrial La Mina y la depuradora del municipio.
Circula por la M-607 hasta llegar a la salida 24 y se adentra en el municipio de Tres Cantos realizando una primera parada en el polígono industrial oeste. Atraviesa la zona norte del municipio circulando por la Avenida del Parque, Avenida de Colmenar Viejo y presta servicio al polígono industrial noreste por la Avenida de la Industria.
Volviendo a las zonas residenciales, atraviesa la Calle de la Majada, Calle del Vado, Avenida de Viñuelas y Avenida de los Artesanos. En el cruce con la Avenida de los Labradores se desvía para finalizar en la cabecera de la estación de Cercanías de la localidad.
| Código | Zona | Localidad      | Denominación                                          | Ubicación                      | Líneas de la parada           | Cercanías   |
| ------ | ---- | -------------- | ----------------------------------------------------- | ------------------------------ | ----------------------------- | ----------- |
| 06600  |      | Colmenar Viejo | Paseo de la Magdalena - Ermita                        | Paseo de la Magdalena Ana Nº20 | 720 722 723 728 1             |             |
| 11340  |      | Colmenar Viejo | Paseo de la Magdalena - Polideportivo                 | Paseo de la Magdalena Ana Nº20 | 720 722 723 1                 |             |
| 11342  |      | Colmenar Viejo | Paseo del Redondillo - El Portachuelo                 | Paseo del Redondillo Nº72      | 610 722 723 727 2             |             |
| 11344  |      | Colmenar Viejo | Avenida de los Poetas - Calle de Jamaica              | Avenida de los Poetas Nº36     | 610 722 723 727 2             |             |
| 11345  |      | Colmenar Viejo | Avenida de los Poetas - Calle del Río Genil           | Avenida de los Poetas Nº2      | 610 722 723 727 2             |             |
| 11347  |      | Colmenar Viejo | Calle del Molino de Viento - Centro de Salud          | Plaza de los Ríos Nº34         | 610 722 723 727 2             |             |
| 16272  |      | Colmenar Viejo | Camino del Pozo Escalo - Glorieta de los Músicos      | Camino del Pozo Escalo Nº15    | 723 727 2                     |             |
| 12792  |      | Colmenar Viejo | Calle de la Corredera - Las Colmenas                  | Calle de la Corredera Nº5      | 723 727 1                     |             |
| 06592  |      | Colmenar Viejo | Calle de la Corredera - Calle de los Frailes          | Calle de la Corredera Nº1      | 720 721 723 724 725 726 727 1 |             |
| 06593  |      | Colmenar Viejo | Calle de San Sebastián - Cafetería Sanz Rosa          | Calle de San Sebastián Nº22    | 720 721 723 724 725 726 727 1 |             |
| 06596  |      | Colmenar Viejo | Avenida de la Libertad - Estación de Servicio         | Avenida de la Libertad Nº14    | 720 721 723 724 725 726 727 1 |             |
| 06589  |      | Colmenar Viejo | Avenida de la Libertad - Ermita                       | Avenida de la Libertad Nº58    | 720 721 723 724 725 726 727 1 |             |
| 12108  |      | Colmenar Viejo | Avenida de la Libertad - Centro Comercial El Ventanal | Avenida de la Libertad Nº99    | 721 722 723 724 725 726 N702  |             |
| 11338  |      | Colmenar Viejo | Avenida de la Libertad - Polígono Industrial La Mina  | Calle del Pradillo Nº2         | 721 722 723 724 725 726 N702  |             |
| 06631  |      | Colmenar Viejo | Carretera M-607 - Depuradora                          | M-607 km. 26,8                 | 721 722 723 724 725 726 N702  |             |
| 11120  |      | Tres Cantos    | Carretera M-607 - Zona Industrial Oeste               | M-607 km. 24                   | 723                           |             |
| 09085  |      | Tres Cantos    | Avenida del Parque - Colegio                          | Avenida del Parque S/Nº        | 723                           |             |
| 08397  |      | Tres Cantos    | Avenida de Colmenar Viejo - Sector Literatos          | Avenida de Colmenar Viejo S/Nº | 712 713 723 N701 2 4 5        |             |
| 06644  |      | Tres Cantos    | Avenida de Colmenar Viejo - Centro Comercial          | Avenida de Colmenar Viejo Nº1  | 712 723 N701 2                |             |
| 06642  |      | Tres Cantos    | Avenida de Colmenar Viejo - Guardia Civil             | Sector Foresta Nº3             | 712 723 N701 2                |             |
| 09087  |      | Tres Cantos    | Avenida de los Artesanos - Sector Foresta             | Sector Foresta Nº5             | 712 723 2                     |             |
| 12699  |      | Tres Cantos    | Avenida de los Artesanos - Plaza de la Chimenea       | Avenida de los Artesanos Nº48  | 712 723 2                     |             |
| 06637  |      | Tres Cantos    | Avenida de la Industria - Calle del Yunque            | Avenida de la Industria Nº37   | 716 723 N701 2                |             |
| 08394  |      | Tres Cantos    | Avenida de la Industria - Plaza de la Escuadra        | Avenida de la Industria Nº34   | 716 723 N701 2                |             |
| 06657  |      | Tres Cantos    | Avenida de la Industria - Calle de Batanes            | Avenida de la Industria Nº24   | 716 723 N701 2                |             |
| 06655  |      | Tres Cantos    | Avenida de la Industria - Calle de la Imprenta        | Avenida de la Industria Nº25   | 716 723 N701 2                |             |
| 06653  |      | Tres Cantos    | Calle de la Majada - Avenida de la Industria          | Calle de la Majada Nº3         | 716 723 N701 2                |             |
| 06651  |      | Tres Cantos    | Calle del Vado - Colegio                              | Calle del Vado Nº66            | 716 723 N701                  |             |
| 09088  |      | Tres Cantos    | Calle del Vado - Glorieta del Roble                   | Calle del Vado Nº2             | 723                           |             |
| 08393  |      | Tres Cantos    | Avenida de Viñuelas - Glorieta del Olivo              | Avenida de Viñuelas Nº27       | 723 N701 2 5                  |             |
| 11103  |      | Tres Cantos    | Avenida de Viñuelas Nº17                              | Avenida de Viñuelas Nº17       | 713 723 N701 2 5              |             |
| 11104  |      | Tres Cantos    | Avenida de Viñuelas - Plaza de la Encina              | Avenida de Viñuelas Nº1        | 712 723 N701 2 5              |             |
| 09644  |      | Tres Cantos    | Avenida de los Encuartes - Avenida de los Labradores  | Avenida de los Encuartes Nº46  | 712 723 N701 2 5              |             |
| 09692  |      | Tres Cantos    | Plaza de la Estación - Estación de Tres Cantos        | Plaza de la Estación S/Nº      | 723 2 5                       | Tres Cantos |

### Sentido Colmenar Viejo
El recorrido en sentido Colmenar Viejo es igual al de ida pero en sentido contrario excepto en determinados puntos:
- En el polígono industrial de Tres Cantos la línea circula por la Ronda de Valdecarrizo y la Calle de Batanes, desviándose de la Avenida de la Industria antes de volver a ella.
- No presta servicio al polígono industrial oeste a las afuera de Tres Cantos.
- En Colmenar Viejo circula brevemente por el Paseo de la Ermita de Santa Ana y la Avenida de San Agustín del Guadalix antes de circular por la Avenida de la Libertad e igualar el recorrido de ida.

| Código                                                                       | Zona | Localidad      | Denominación                                                   | Ubicación                               | Líneas de la parada                  | Cercanías   |
| ---------------------------------------------------------------------------- | ---- | -------------- | -------------------------------------------------------------- | --------------------------------------- | ------------------------------------ | ----------- |
| 09692                                                                        |      | Tres Cantos    | Plaza de la Estación - Estación de Tres Cantos                 | Plaza de la Estación S/Nº               | 723 2 5                              | Tres Cantos |
| 09645                                                                        |      | Tres Cantos    | Avenida de los Encuartes - Aveniada de los Labradores          | Avenida de los Encuartes Nº5            | 712 723 827 1 5                      |             |
| 09683                                                                        |      | Tres Cantos    | Avenida de Viñuelas - Plaza de la Encina                       | Avenida de Viñuelas Nº2                 | 712 723 827 1 5                      |             |
| 06647                                                                        |      | Tres Cantos    | Avenida de Viñuelas - Glorieta del Roble                       | Avenida de Viñuelas Nº38                | 723 827 1 5                          |             |
| 06648                                                                        |      | Tres Cantos    | Calle del Vado - Calle de Marte                                | Calle del Vado Nº44                     | 716 723 827                          |             |
| 06650                                                                        |      | Tres Cantos    | Calle del Vado - Colegio                                       | Calle del Vado Nº66                     | 716 723 827                          |             |
| 06652                                                                        |      | Tres Cantos    | Calle de la Majada - Avenida de la Industria                   | Calle de la Majada Nº4                  | 716 723 827 1 3                      |             |
| 06654                                                                        |      | Tres Cantos    | Avenida de la Industria - Calle de la Imprenta                 | Avenida de la Industria Nº25            | 716 723 827 1 3                      |             |
| 10528                                                                        |      | Tres Cantos    | Ronda de Valdecarrizo - Calle de la Imprenta                   | Ronda de Valdecarrizo Nº15              | 723 3                                |             |
| 11036                                                                        |      | Tres Cantos    | Calle de Batanes - Ronda de Valdecarrizo                       | Calle de Batanes Nº2                    | 723 3                                |             |
| 06656                                                                        |      | Tres Cantos    | Avenida de la Industria - Calle de Batanes                     | Avenida de la Industria Nº26            | 716 723 827 1 3                      |             |
| 06658                                                                        |      | Tres Cantos    | Avenida de la Industria - Plaza de la Escuadra                 | Avenida de la Industria Nº34            | 716 723 827 1 3                      |             |
| 06636                                                                        |      | Tres Cantos    | Avenida de la Industria - Calle del Yunque                     | Avenida de la Industria Nº52            | 716 723 827 1 3                      |             |
| 12797                                                                        |      | Tres Cantos    | Avenida de los Artesanos - Plaza de la Chimenea                | Avenida de los Artesanos Nº46           | 712 723 1 3                          |             |
| 09086                                                                        |      | Tres Cantos    | Avenida de los Artesanos - Sector Foresta                      | Avenida de los Artesanos Nº56           | 712 723 1 3                          |             |
| 11635                                                                        |      | Tres Cantos    | Avenida de los Artesanos - Guardia Civil                       | Avenida de los Artesanos Nº62           | 712 723 N701 1 3                     |             |
| 06643                                                                        |      | Tres Cantos    | Avenida de Colmenar Viejo - Guardia Civil                      | Avenida de Colmenar Viejo S/Nº          | 712 723 827 1 3                      |             |
| 08395                                                                        |      | Tres Cantos    | Avenida de Colmenar Viejo - Centro Comercial El Zoco           | Avenida de Colmenar Viejo Nº44          | 712 723 827 1 3                      |             |
| 06660                                                                        |      | Tres Cantos    | Avenida de Colmenar Viejo - Sector Descubridores               | Avenida de Colmenar Viejo Nº46          | 712 713 723 827 1 3 4 5              |             |
| 09084                                                                        |      | Tres Cantos    | Avenida del Parque - Colegio                                   | Avenida del Parque Nº33                 | 723                                  |             |
| 06581                                                                        |      | Colmenar Viejo | Carretera M-607 - Depuradora                                   | M-607 km. 28,5                          | 721 722 723 724 725 726 N702         |             |
| 18107                                                                        |      | Colmenar Viejo | Paseo de la Ermita de Santa Ana - Centro Comercial El Ventanal | Paseo de la Ermita de Santa S/Nº        | 720 721 723 724 725 726 727 728 N702 |             |
| 11350                                                                        |      | Colmenar Viejo | Avenida de San Agustín del Guadalix - Centro de Salud          | Avenida de San Agustín del Guadalix Nº2 | 720 721 723 724 725 726 727 N702     |             |
| 08414                                                                        |      | Colmenar Viejo | Avenida de la Libertad - Estación de Servicio                  | Avenida de la Libertad Nº14             | 720 721 723 724 725 726 727 N702 1   |             |
| 06584                                                                        |      | Colmenar Viejo | Calle de San Sebastián - Cafetería Sanz Rosa                   | Calle de San Sebastián Nº32             | 720 721 723 724 725 726 727 N702 1   |             |
| 06585                                                                        |      | Colmenar Viejo | Calle de la Corredera - Calle de los Frailes                   | Calle de la Corredera Nº1               | 720 721 723 724 725 726 727 N702 1   |             |
| 16271                                                                        |      | Colmenar Viejo | Calle de Tomás Luis de Vitoria - Cruz Roja                     | Calle de Tomás Luis de Vitoria Nº34     | 723 727 2                            |             |
| 06625                                                                        |      | Colmenar Viejo | Calle de Narros del Castillo - Glorieta de los Músicos         | Calle de Narros del Castillo Nº26       | 610 722 723 727 N702 2               |             |
| 06625                                                                        |      | Colmenar Viejo | Calle de Narros del Castillo - Glorieta de los Músicos         | Calle de Narros del Castillo Nº26       | 610 722 723 727 N702 2               |             |
| 06627                                                                        |      | Colmenar Viejo | Calle del Molino de Viento - Auditorio                         | Calle del Molino de Viento Nº24         | 610 722 723 727 N702 2               |             |
| 11346                                                                        |      | Colmenar Viejo | Calle del Molino de Viento - Los Residenciales                 | Calle del Molino de Viento S/Nº         | 610 722 723 727 N702 2               |             |
| 11343                                                                        |      | Colmenar Viejo | Avenida de los Poetas - Calle de las Lavanderas del Manzanares | Paseo del Redondillo Nº2                | 610 722 723 727 N702 2               |             |
| 11341                                                                        |      | Colmenar Viejo | Paseo del Redondillo - El Portachuelo                          | Paseo del Redondillo Nº72               | 610 722 723 727 N702 2               |             |
| 06598                                                                        |      | Colmenar Viejo | Paseo de la Magdalena - Polideportivo                          | Paseo de la Magdalena Ana Nº18          | 720 722 723 N702 1                   |             |
| 11339                                                                        |      | Colmenar Viejo | Paseo de la Magdalena - Ermita                                 | Paseo de la Magdalena Ana Nº20          | 720 722 723 728 N702 1               |             |
| El servicio que continúa al I.E.S. Ángel Corella realiza la siguiente parada |      |                |                                                                |                                         |                                      |             |
| 18172                                                                        |      | Colmenar Viejo | Polígono Industrial La Mina - Colegio                          | Calle del Pradillo Nº4                  | 723                                  |             |